# 巴利亚
巴利亚（Ballia），是印度北方邦Ballia县的一个城镇。总人口102226（2001年）。

## 人口
该地2001年总人口102226人，其中男性55123人，女性47103人；0—6岁人口11428人，其中男5891人，女5537人；识字率65.01%，其中男性为70.02%，女性为59.15%。